# Dolichocybaeus whanseunensis
Dolichocybaeus whanseunensis är en spindelart som först beskrevs av Paik och Joon Namkung 1967.  Dolichocybaeus whanseunensis ingår i släktet Dolichocybaeus och familjen vattenspindlar. Inga underarter finns listade i Catalogue of Life.